# Duje Ćaleta-Car
Duje Ćaleta-Car (* 17. September 1996 in Šibenik) ist ein kroatischer Fußballspieler auf der Position eines Verteidigers.

## Karriere

### Verein
Duje Ćaleta-Car verbrachte seine Jugendzeit beim HNK Šibenik, dem Verein seiner Geburtsstadt. 2013 wechselte er zum österreichischen Regionalligisten FC Pasching, wo er den Scouts des FC Red Bull Salzburg auffiel. Im Sommer 2014  wechselte er zum FC Liefering. Dort wurde er als Kooperationsspieler geführt. Seine guten Leistungen führten zu Berufungen in den Kader der ersten Mannschaft. Am 23. August 2014 feierte er sein Debüt im Kader beim Ligaspiel gegen den SCR Altach, seinen ersten Auftritt in der Startelf hatte er am 11. Dezember 2014 im Europa-League-Spiel gegen den rumänischen Verein Astra Giurgiu.
Im Meisterschaftsspiel in Wiener Neustadt feierte er auch sein Debüt in der Bundesliga, er ersetzte dort den gesperrten André Ramalho von Beginn an.
Am Beginn der Saison 2015/16 kam er regelmäßig zum Einsatz, da er den verletzten Nationalspieler Martin Hinteregger in der Innenverteidigung ersetzte. Seit dem Abgang von Martin Hinteregger kam er in der Saison 2016/17 als Stammspieler zum Einsatz. Auch in der Folgesaison war er in der Innenverteidigung Stammspieler.
Im Juli 2018 wechselte er nach Frankreich zu Olympique Marseille, wo er einen bis Juni 2023 laufenden Vertrag erhielt. Ein Jahr vor Vertragende verließ der Kroate die französische Hafenstadt und wechselte zum FC Southampton. Für die Saison 2023/24 kehrte er per Leihe mit Kaufoption zurück nach Frankreich zu Olympique Lyon. Duje Caleta-Car bleibt nach seiner Leihe beim französischen Erstligisten Olympique Lyon. Der Verein hat die Kaufoption des Leihspielers gezogen. Der Vertrag des Spielers Caleta-Car mit dem französischen Erstligisten Lyon ist bis zum Jahr 2027 datiert.
Im August 2025 verlieh Lyon den Innenverteidiger für ein Jahr zum spanischen Erstligisten Real Sociedad San Sebastián.

### Nationalmannschaft
Ćaleta-Car durchlief diverse kroatische Jugendnationalteams. Im Oktober 2015 stand er erstmals im Kader der A-Nationalmannschaft. Er stand auch im erweiterten Kader Kroatiens für die Europameisterschaft 2016 in Frankreich. Zu seinem Länderspieldebüt kam er schließlich im Juni 2018 in einem Freundschaftsspiel gegen Brasilien. Nach dem Spiel wurde bekannt, dass er im kroatischen Kader für die Fußballweltmeisterschaft 2018 in Russland steht.
Im dritten Gruppenspiel Kroatiens am 26. Juni gegen Island kam er erstmals bei der Weltmeisterschaft 90 Minuten zum Einsatz.
Er war bei der Europameisterschaft 2021 Bestandteil des kroatischen Kaders, der bei dem Turnier im Achtelfinale gegen Spanien ausschied.

## Erfolge
Verein
- Österreichischer Meister: 2015, 2016, 2017, 2018
- Österreichischer Cupsieger: 2015, 2016, 2017

Nationalmannschaft
- Vizeweltmeister: 2018